# Gouverneur de la province de Hainaut
Le Gouverneur de la province de Hainaut ou Gouverneur du Hainaut est le Commissaire des Gouvernements régional, communautaire et fédéral dans le Hainaut.
Il assiste aux séances du conseil provincial devant lequel il peut prendre la parole.

## Histoire
Peu après le Congrès de Vienne et le rattachement du Gouvernement provisoire de Belgique à la Principauté des Pays-Bas unis, le Hainaut fut administré par des représentants nommés par le roi des Pays-Bas. Après la révolution belge de 1830 et la séparation des Pays-Bas et de la Belgique, les gouverneurs du Hainaut sont devenus des représentants de l'État belge, nommés par le gouvernement belge. Ils ont continué à exercer des fonctions administratives et représentatives dans la province. Au fil du temps, le rôle et les responsabilités des gouverneurs ont diminué, mais sont restés des figures importantes dans l'administration provinciale.

## Nomination
Le gouverneur est nommé par le Roi des Belges sur proposition du gouvernement fédéral. Le processus de nomination comprend généralement une sélection basée sur des critères tels que l'expérience administrative, la compétence professionnelle et la connaissance de la région concernée. Une fois choisi, le gouverneur est officiellement nommé par le Roi et prend ses fonctions dans la province désignée.

## Rôle
Le gouverneur du Hainaut est le représentant de l'État belge dans la province du Hainaut. Son rôle principal est de veiller à ce que les lois et les décrets nationaux et régionaux soient appliqués dans la province. Il est également chargé de coordonner les activités des différentes administrations provinciales et locales, ainsi que de représenter l'État lors d'événements officiel. Le gouverneur joue un rôle important dans la gestion des situations d'urgence et de crise, telles que les catastrophes naturelles ou les situations de sécurité publique. En tant que tel, le gouverneur du Hainaut exerce des fonctions à la fois administratives et représentatives dans la province.

## Pouvoirs du gouverneur

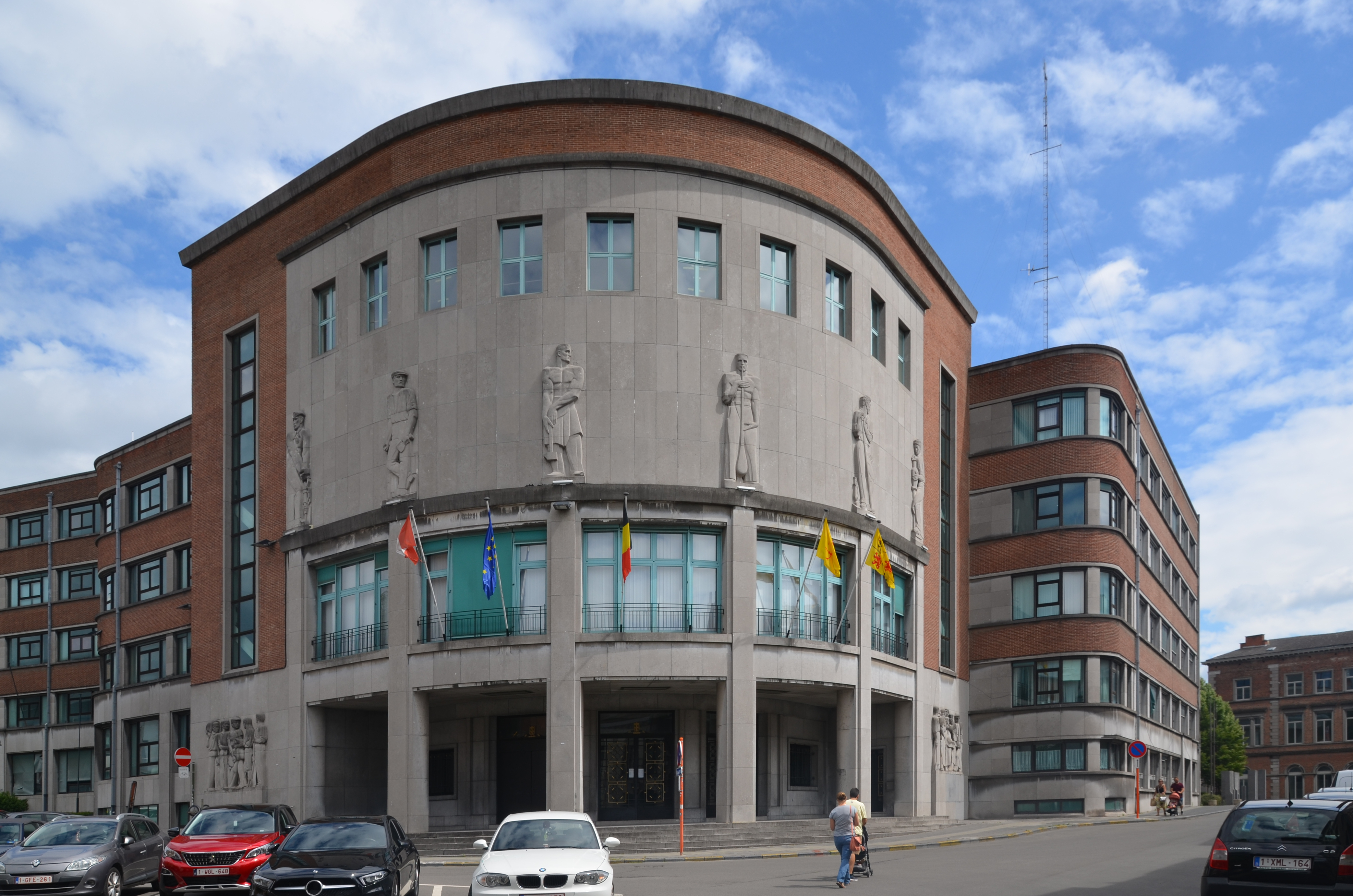
Le palais provincial du Hainaut à Mons.

Le gouverneur du Hainaut dispose de plusieurs pouvoirs et responsabilités, notamment :
Exécution des lois et des décrets : Le gouverneur veille à ce que les lois nationales et régionales soient appliquées dans la province du Hainaut.
Coordination administrative : Il coordonne les activités des différentes administrations provinciales et locales afin de garantir une gestion efficace des affaires publiques.
Représentation de l'État : Le gouverneur représente l'État belge dans la province du Hainaut lors d'événements officiels et de cérémonies.
Sécurité publique : Il est chargé de maintenir l'ordre public et la sécurité dans la province, en coopération avec les autorités locales et les forces de l'ordre.
Supervision des élections : Il supervise l'organisation des élections provinciales et communales dans sa province.
Contrôle budgétaire : Le gouverneur contrôle l'exécution des budgets des provinces et des communes de sa province